# Иудео-христианская парадигма

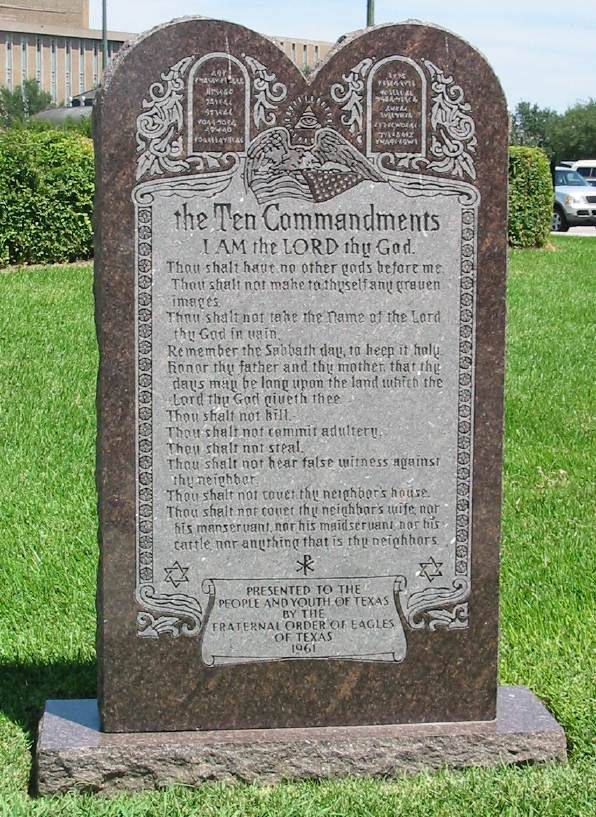
Монумент с изображением Десяти заповедей, установленный в 2005 году перед Капитолием штата Техас по решению Верховного Суда США

Иудео-христианская парадигма — этическая и мировоззренческая парадигма, опирающаяся на принципы, общие для иудаизма и христианства, такие как ценность человеческой жизни, следование правилам Моисеевых заповедей, личная порядочность и поддержка традиционных семейных ценностей.
Термин получил распространение в США с середины XX века и используется в выражениях «иудео-христианская этика», «иудео-христианские ценности». Применяется исключительно в рамках этики, не касаясь теологических или литургических вопросов.
Выражение впервые появилось в печати 11 июля 1939 года в статье английского писателя Джорджа Оруэлла во фразе «…немыслимо для иудео-христианской системы морали» Оруэлл повторил это выражение в своем эссе 1941 года: «Гитлер пришел в мир, чтобы уничтожить „еврейскую“ или „иудео-христианскую“ идею равенства».
С 40-х годов XX века понятие «иудео-христианский» стало частью американского варианта гражданской религии.
Оруэлл был не первым, кто публично говорил о моральной общности еврейской и христианской традиций. 19 мая 1939 года Альберт Эйнштейн в речи в Принстонской теологической семинарии, объясняя важность моральных принципов для современной науки, подчеркнул: «Высшие принципы для наших устремлений и суждений дает нам Еврейско-Христианская религиозная традиция».
Иудео-христианская концепция является самой популярной теорией человеческой природы в США. Согласно опросам, 76 % американцев верят в библейский акт творения, 79 % — что чудеса, описанные в Библии, случились на самом деле, 76 % верят в существование ангелов, дьявола и других сверхъестественных созданий, 67 % убеждены в возможности жизни после смерти. Лишь 15 % считают, что теория эволюции Дарвина — это лучшее объяснение происхождения человека и жизни на Земле.
Существует мнение, что современные научные исследования делают веру в библейский акт творения невозможной для образованного человека. В результате иудео-христианская теория человеческой природы не находит поддержки у большинства учёных и социальных аналитиков.